# Wolfgang von Babocsay
Freiherr Wolfgang von Babocsay († 16. Oktober 1757 in Berlin) war österreichischer Generalmajor und Kommandeur des Husaren-Regiments Nr. 12.

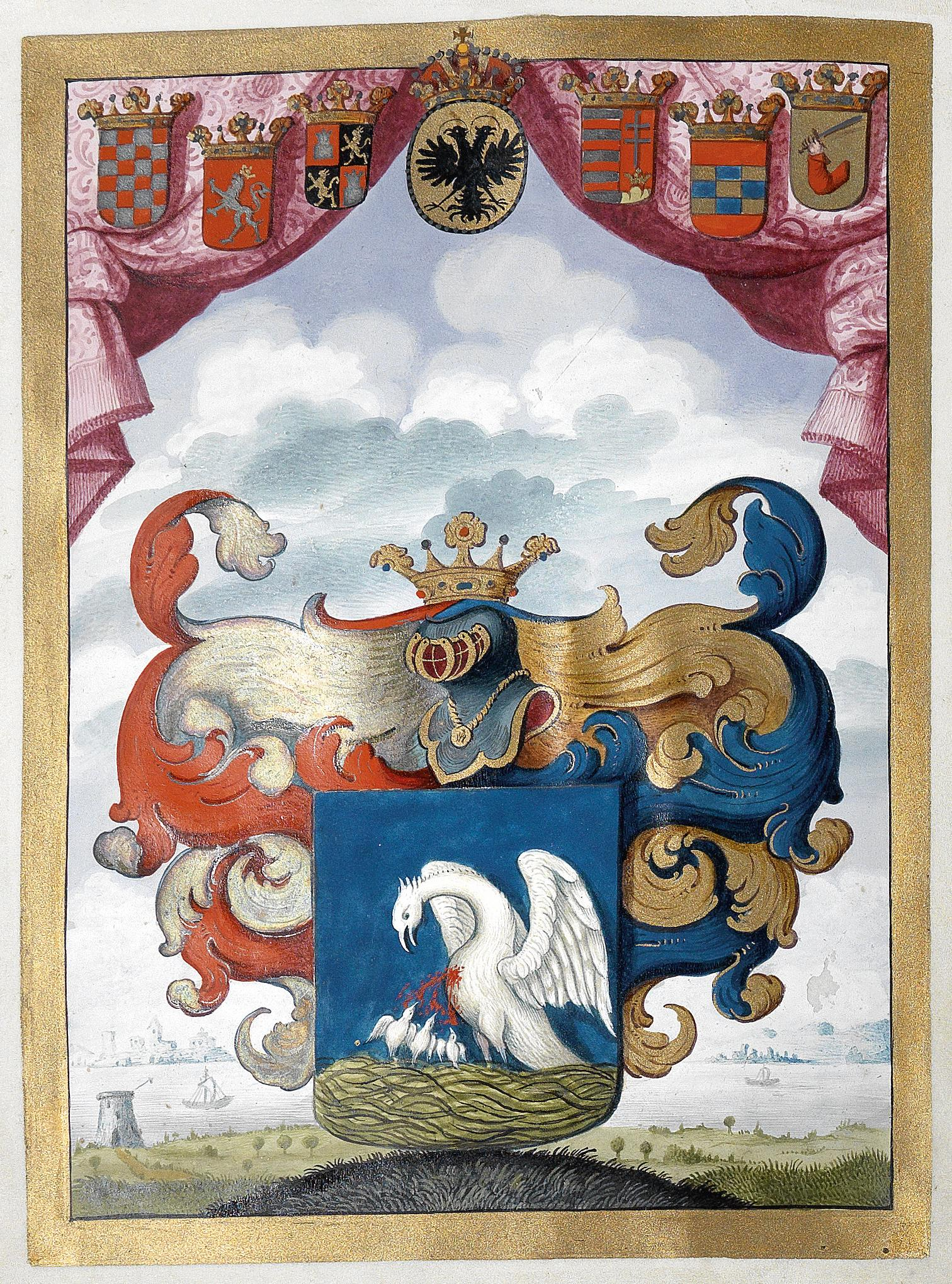
Wappen der Freiherren von Babocsay, Freiherrendiplom von 1720

Er entstammt der alten ungarischen Familie Babocsay (Babócsa) und machte eine militärische Laufbahn bei den Husaren. Während des Österreichischen Erbfolgekrieges kämpfte er 1742 als Oberstleutnant in Bayern und stieg 1744 zum Oberst und Kommandeur des Husaren-Regiments „Trips“ auf. Am 19. Juli 1745 konnte er sich im Gefecht bei Northeim auszeichnen. Anschließend wurde er 1746 zum Korps Browne nach Italien verlegt, von wo er mit 600 Mann einen Streifzug bis in die Provence machte, über den Taro setzte und die dortigen Vorposten vertrieb sowie am 28. Juli das feindliche Lager bei Piacenza angriff. Nachdem das Husaren-Regiment (Trips) aufgelöst worden war, wurde er 1749 in das Husaren-Regiment „Ghilany“ versetzt.
Nach dem Krieg wurde er am 20. Juli 1753 zum Generalfeldwachtmeister (Generalmajor) befördert. Während des Siebenjährigen Krieges kommandierte er ein Bataillon.
Im Oktober 1757 war die Preußische Armee weit von Berlin im Einsatz. Daher beschloss der Feldmarschall-Lieutenant Andreas Hadik von Futak mit einem Kommandounternehmen Berlin anzugreifen. Bei den Kämpfen in der Louisen-Vorstadt wurde General Babocsay tödlich verwundet.